# Raffles Bindenlangur
Raffles Bindenlangur (Presbytis femoralis), auch einfach Bindenlangur oder Bänderlangur genannt, ist eine Primatenart aus der Gruppe der Schlankaffen (Presbytini).

## Merkmale
Raffles Bindenlanguren haben ein dunkelgraues oder schwarzes Fell, der Bauch ist grau, wobei sich auf der Bauchmitte ein weißer Längsstreifen erstreckt. Arme und Beine, sowie der Schwanz sind wie der Rumpf gefärbt, wobei sich die Innenseiten von Armen und Beinen und die Unterseite des Schwanzes nicht hell absetzen, wie es bei vielen Affen der Fall ist. Die Brusthaare sind nach hinten gerichtet, die Bauchhaare nach vorne. Wo sie sich treffen bilden sie einen niedrigen Haarkamm. Die Backen und die Ringe um die Augen sind meist hellgrau gefärbt. Wie alle Mützenlanguren sind sie relativ kleine, schlanke Primaten mit langen Hinterbeinen und einem langen Schwanz. Ihr Durchschnittsgewicht beträgt rund 6 Kilogramm. Individuen aus Singapur sind am Bauch dunkler gefärbt und für gewöhnlich etwas kleiner als die Tiere vom Malaiischen Festland.

## Verbreitung und Lebensweise

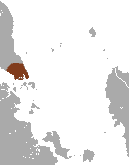
Das Verbreitungsgebiet im Süden der Malaiischen Halbinsel und auf Singapur

Raffles Bindenlanguren leben in Südostasien, im Süden der Malaiischen Halbinsel, im malaysischen Bundesstaat Johor und auf Singapur. Ihr Lebensraum sind Wälder, sowohl Primär- als auch Sekundärwälder. Sie sind tagaktive Baumbewohner und geschickte Kletterer, die sich entweder auf allen vieren oder springend durch das Geäst bewegen. Sie leben in Gruppen von 2 bis 8, manchmal bis zu 15 Tieren. Dies sind Haremsgruppen, sie bestehen also aus einem Männchen, mehreren Weibchen und dem dazugehörigen Nachwuchs. Diese Primaten sind Pflanzenfresser, die sich vorwiegend von jungen Blättern und Früchten ernähren.
Die Fortpflanzung kann das ganze Jahr über erfolgen, nach einer rund 168-tägigen Tragzeit bringt das Weibchen ein einzelnes Jungtier zur Welt. Dieses ist zunächst weißgrau gefärbt und wird für 10 bis 12 Monate gesäugt.

## Systematik
Raffles Bindenlangur wurde im Jahr 1838 durch den britischen Naturforscher William Charles Linnaeus Martin erstmals wissenschaftlich beschrieben und gilt heute als monotypisch, nachdem die ursprünglich zu Presbytis femoralis gezählten Unterarten seit 2001 bzw. 2020 als eigenständige Arten betrachtet werden. Dabei handelt es sich um den Sarawak-Langur (Presbytis chrysomelas), den Natuna-Langur (Presbytis natunae) und den Weißschenkligen Langur (Presbytis siamensis) und seit Juni 2020 auch um den Ostsumatra-Bindenlangur (Presbytis percura) und Robinsons Bindenlangur (Presbytis robinsoni).

## Gefährdung
Raffles Bindenlangur ist stark gefährdet und der Bestand wird heute auf 250 bis 300 Tiere in Malaysia und 60 etwa Exemplare in Singapur geschätzt.

## Belege
1. 1 2  D. Zinner, G. H. Fickenscher & C. Roos: Family Cercopithecidae (Old World monkeys). Seite 715 in Russell A. Mittermeier, Anthony B. Rylands & Don E. Wilson: Handbook of the Mammals of the World - Volume 3: Primates. Lynx Edicions, 2013 ISBN 978-8496553897
2. 1 2  Andie Ang, Dewi Imelda Roesma, Vincent Nijman, Rudolf Meier, Amrita Srivathsan und Rizaldi. 2020. Faecal DNA to the Rescue: Shotgun Sequencing of Non-invasive Samples reveals Two Subspecies of Southeast Asian Primates to be Critically Endangered Species. Scientific Reports. 10, 9396. DOI: 10.1038/s41598-020-66007-8